# Teosofía cristiana

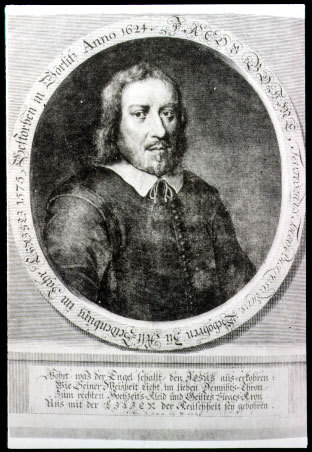
Un retrato idealizado de Jakob Böhme

La teosofía cristiana, también conocida como teosofía boehmiana o simplemente teosofía, se refiere a una variedad de posturas dentro del cristianismo centradas en el logro de un conocimiento directo y no mediado de la naturaleza de la divinidad y el origen y propósito del universo. Estas posturas han sido caracterizadas como filosofías místicas. La teosofía es considerada parte del esoterismo occidental, según el cual conocimiento oculto o sabiduría oculta del pasado antiguo ofrece un camino hacia la iluminación y la salvación.
Mientras que la teosofía general tiene que ver con los aspectos universales de diversas tradiciones esotéricas, incluyendo el hinduismo y el budismo, la teosofía cristiana se limita a elementos judíos y cristianos. El fundamento de la teosofía cristiana se le atribuye con frecuencia a las obras del filósofo alemán Jakob Böhme. La Cábalá judía fue también un elemento formativo para la teosofía cristiana a partir de Böhme.
En 1875, se adoptó y revivió el término teosofía por parte de la Sociedad Teosófica, una organización esotérica que dio origen a un movimiento espiritual también llamado teosofía. En el siglo XX, la teosofía se convirtió en objeto de estudio de varios investigadores académicos del esoterismo occidental.

## Etimología y terminología
La palabra teosofía proviene del griego theosophia (θεοσοφία), que combina theos (θεός), "Dios" y sophia (σοφία), "sabiduría." Su significado etimológico es, por tanto, "sabiduría de Dios." 
El término theosophia aparece (tanto en griego como en latín) en las obras de los primeros padres de la iglesia, como sinónimo de teología: los theosophoi son "aquellos que saben cosas divinas." No obstante, el término ha adquirido varios otros significados a lo largo de su historia. El adjetivo "theosophos" (θεόσοφος) "sabio en cosas divinas" fue usado por Jámblico para referirse a los gimnosofistas (Γυμνοσοφισταί), es decir, a los yoguis o sadhus indios.
Estudiosos del esoterismo como Godwin o Faivre han trazado una diferencia entre la teosofía como tradición de iluminación religiosa, por una parte, y el sistema religioso establecido a fines del siglo XIX por Helena Blavatsky, por la otra, al referirse a este sistema con una inicial mayúscula, Teosofía, y a la tradición en cambio con minúscula, teosofía. Los seguidores del movimiento de Blavatsky son, pues, conocidos como Teósofos, mientras que los seguidores de la tradición más antigua son llamados teósofos. Con todo, varios Teósofos, como C. C. Massey o Franz Hartmann, también eran teósofos.
Antoine Faivre sugirió en 1998 que se le llamara "teosofía boehmiana,"  si bien él mismo utilizaba más a menudo el término teosofía cristiana.
El término teosofía se había usado ya como sinónimo de teología en el siglo III d. C. La obra del siglo XIII Summa philosophiae atribuida a Roberto Grosseteste trazaba una distinción entre teósofos y teólogos. En la Summa, los teósofos eran descritos como autores inspirados solamente en las sagradas escrituras, mientras que teólogos como Pseudo-Dionisio Areopagita u Orígenes eran descritos como aquellos cuya tarea era explicar la teosofía. Por lo tanto, los términos denotaban lo opuesto del significado actual.
Durante el Renacimiento, el uso del término divergió para referirse a conocimiento gnóstico que ofrece la iluminación y salvación individuales por medio del conocimiento de los lazos que se cree que le unen al mundo de los espíritus divinos o intermediarios. La teosofía cristiana surgió en Alemania en el siglo XVI, inspirada en gran medida en las obras de Paracelso (1493-1541). No obstante, el término aún no había alcanzado un significado definitivo, en tanto la Teosophia de Johannes Arboreus, de mediados del siglo XVI, incluía una larga exposición en la que no había mención alguna del esoterismo.

## Desarrollo histórico
En los siglos XVII y XVIII surgieron la teosofía cristiana y el pietismo como respuestas a la ortodoxia de la reforma luterana.
No escribo a la manera pagana, sino a la teosófica. — Jakob Böhme
La obra del místico cristiano alemán del siglo XVII Jakob Böhme (1575-1624) contribuyó en gran medida a difundir el uso de la palabra "teosofía", si bien Böhme solo usó rara vez la palabra en sus escritos. Esto se debió al título de algunas de sus obras, aunque tales parecen haber sido elegidos más por los editores que por el propio Böhme. Más aún, Böhme le daba a la palabra "teosofía" un significado limitado, dejando en claro que no fusionaba a la naturaleza con Dios. La obra de Böhme ha sido descrito como "fundamento" de la teosofía cristiana. Hubo relativamente pocos teósofos en el siglo XVII, si bien muchos de ellos fueron autores prolíficos. Fuera de Alemania, también hubo teósofos en Holanda, Inglaterra y Francia. Este grupo está representado por Jan Baptist van Helmont (1618–1699), Robert Fludd (1574–1637), John Pordage (1608–1681), Jane Leade (1623–1704), Henry More (1614–1687), Pierre Poiret ( 1646-1719) y Antonieta Bourignon (1616-1680). Los teósofos de este período indagaban a menudo sobre la naturaleza usando un método de interpretación fundamentado en un mito o revelación específica, aplicando la imaginación activa para abstraer significados simbólicos y avanzar en su búsqueda del conocimiento en aras de una comprensión completa de tales misterios. En el Oedipus Aegyptiacus (1652) de Atanasio Kircher, Kircher vinculó la palabra teosofía a la metafísica aceptada el antiguo Egipto y el neoplatonismo, y así le dio una vez más a la palabra uno de sus significados más generalmente aceptados, el de metafísica divina.
En el siglo XVIII, la palabra teosofía empezó a usarse más comúnmente entre algunos filósofos. Con todo, el término "teosofía" todavía estuvo "prácticamente ausente" a lo largo de todo el siglo XVIII en diccionarios y enciclopedias, en donde solo empezó a aparecer más frecuentemente a partir de la segunda mitad del siglo XIX. Los propios teósofos usaban la palabra teosofía con moderación, al menos hasta mediados del siglo XIX. Johann Jakob Brucker (1696–1770) incluyó un largo capítulo sobre teosofía en su monumental obra Historia critica philosophia. (1741). En esta obra, que era para entonces una referencia estándar sobre historia de la filosofía, Brucker incluyó a los teósofos junto con otras corrientes en el esoterismo. Para el siglo XVIII, la palabra teosofía se usaba con frecuencia junto a la de panosofía. El término teosofía se refiere más apropiadamente al proceso inverso de contemplar lo divino para descubrir el contenido del universo concreto.
En Inglaterra, Robert Hindmarsh, un impresor de formación metodista, formó una llamada "Sociedad Teosófica" en 1783, con el fin de traducir, imprimir y distribuir los escritos de Swedenborg. Esta sociedad cambió en 1785 su nombre al de "La Sociedad Británica para la Propagación de las Doctrinas de la Nueva Iglesia," centrada en creencias basadas en las de Swedenborg. En Francia, Denis Diderot le dio más atención a la palabra theosophie que otras enciclopedias de este período, incluyendo un artículo sobre ésta en su Encyclopédie, publicada durante la ilustración francesa. El artículo trataba principalmente sobre Paracelso y en términos fundamentales plagiaba la "Historia" de Brucker.
Grupos como la Orden Martinista, fundada por Papus en 1891, siguieron la corriente teosófica ligada estrechamente a la tradición judeocristiana-islámica y al esoterismo occidental. Entre los teósofos ajenos a las sociedades iniciáticas estuvieron personas como Vladimir Soloviov (1853-1900), cuyas perspectivas se han descrito con las siguientes palabras: "si bien el empirismo y el racionalismo se basan en falsos principios, sus respectivos contenidos objetivos, la experiencia externa, qua fundamento de la ciencia natural, y el pensamiento lógico, qua fundamento de la filosofía pura, deben sintetizarse o abarcarse junto con el conocimiento místico en un 'conocimiento integral,' lo que Soloviov llama 'teosofía'."

## Características comunes
Según Faivre,  "la teosofía es una gnosis que es relevante no solo respecto las relaciones salvíficas que el individuo mantiene con el mundo divino, sino también respecto a la naturaleza de Dios mismo, o de las personas divinas, y respecto al universo natural, el origen de tal universo, las ocultas estructuras que lo constituyen en su estado real, y a su relación con la humanidad y sus fines últimos.” 
La teosofía de hecho se refiere a una corriente específica de pensamiento o tradición dentro del estudio moderno del esoterismo. Así pues, sigue el camino que parte del periodo más moderno del siglo XV en adelante. Faivre describe a la "corriente teosófica" o teosofía como una única corriente esotérica entre otras siete corrientes esotéricas en el pensamiento occidental moderno temprano (esto es, la alquimia, la astrología, el hermetismo neoalejandrino, la cábala cristiana, el paracelsismo—es decir, el estudio de los "pronósticos" de Paracelso— la philosophia occulta de Cornelio Agripa y el rosacrucismo).
Faivre anotó que existen "obvias semejanzas" entre la teosofía antigua y la teosofía moderna, en tanto ambas juegan un papel importante en el esoterismo occidental y ambas afirman tratar sobre la sabiduría desde una perspectiva gnóstica. Sin embargo, afirma también que hay diferencias, en tanto no se basan realmente en las mismas obras de referencia, y tienen un estilo diferente. El corpus referencial de la teosofía antigua "pertenece esencialmente al tipo judeocristiano," mientras que el de la teosofía moderna "revela un aspecto más universal." Si bien existen muchas diferencias entre la teosofía cristiana y el movimiento teosófico iniciado por Helena Blavatsky, las diferencias "no son lo suficientemente importantes como para crear una barrera infranqueable." Teósofos como Blavatsky o W. Q. Judge escribieron sobre la filosofía de Böhme. Böhme fue también una influencia importante en las ideas de Franz Hartmann, fundador en 1886 de la rama alemana de la Sociedad Teosófica. Hartmann afirmaba respecto a los escritos de Böhme que eran “el tesoro más valioso y útil de la literatura espiritual.”
Los teósofos se dedican a analizar el universo, la humanidad, la divinidad y los efectos recíprocos de unos y otros. Por lo tanto, su punto de partida puede ser bien el conocimiento de cosas externas en el mundo, o bien experiencias internas, y el propósito del teósofo es el de descubrir significados más profundos en el reino natural o divino. Antoine Faivre discute que "el teósofo dedica su energía a inventar (en el sentido original de la palabra de 'descubrir') la articulación de todas las cosas visibles e invisibles, examinando tanto a la divinidad como a la naturaleza en sus más mínimos detalles." Se cree que el conocimiento adquirido gracias la meditación cambia el ser del meditador.
Faivre describió tres características de la teosofía, que se presentan a continuación.
Teosofía :
1. Triángulo Divino/Humano/Naturaleza: El análisis inspirado que circula a través de estos tres ángulos. Lo intradivino interior; el origen, muerte y ubicación del ser humano en relación con la Divinidad y la Naturaleza; La naturaleza como viva, lo externo, intelectual y material. Estas tres correlaciones complejas se sintetizan por vía del intelecto y los procesos imaginativos de la Mente.
2. Primacía de lo mítico: la imaginación creativa, un mundo externo de símbolos, glifos, mitos, sincronicidades y la miríada, junto con la imagen, todo como una realidad universal para la interacción unida por la mente creativa.
3. Acceso a los mundos supremos: el despertar interior, que posee inherentemente la facultad de conectarse directamente con el (los) mundo (s) divino (s). La existencia de una habilidad humana especial para crear esta conexión. La capacidad de conectarse y explorar todos los niveles de la realidad; co-penetrar lo humano con lo divino; vincularse a toda la realidad y experimentar un despertar interior único.

## Legado y recepción
El académico de esoterismo Wouter Hanegraaff describió la teosofía cristiana como "una de las corrientes principales en la historia del esoterismo occidental".
La teosofía cristiana es un área poco investigada, de la que nunca se ha escrito una historia general. El académico francés Antoine Faivre tuvo un interés específico en los teósofos e iluministas de los siglos XVIII y XIX, y escribió su tesis doctoral sobre Karl von Eckartshausen y la teosofía cristiana. Investigadores del esoterismo han argumentado que la definición de Faivre de esoterismo occidental se basó en su propio enfoque de especialista en teosofía cristiana, hermetismo renacentista y naturphilosophie romántica y, por lo tanto, creó un tipo "ideal" de esoterismo que no encaja a todas las corrientes esotéricas.